# Боровський Михайло Леонтійович
Миха́йло Лео́нтійович Боро́вський (15 листопада 1891, с. Зубрівка (нині Кам'янець-Подільський район Хмельницька область) — 8 квітня 1989, м. Вінніпег) — український фахівець у галузі бджільництва й садівництва, автор підручників з пасічництва й садівництва. Був головою Товариства «Волинь» та Інституту Дослідів Волині у Вінніпезі (Канада).

## Біографія
У 1918—1919 роках навчався на математичному відділі фізико-математичного факультету Кам'янець-Подільського державного українського університету (був вільним слухачем від 11 березня 1919 року) .
У 1921—1922 роках навчався на ветеринарному факультеті Варшавського університету. У 1923—1927 роках навчався на агрономічному факультеті Празької політехніки.
Був активним діячем кооперативу «Рій». Був одним з редакторів журналу «Сільський господар». Редактор журналів «Український пасічник» (1928—1939), «Практичне садівництво» (1933—1938) у Львові.

## Праці
- З життя тварин. — Харків, 1929.
- Як самому зробити солом'яний вулик. — Львів, 1930.
- Зелені погної — Львів, 1931.
- Медодайні рослини. — Львів, 1931.
- Плекання добірних маток і раси бджіл. — Львів, 1932.
- Як лікувати хвороби бджіл. — Львів, 1932.
- Мід як відживчий і лічничий середник. — Львів, 1932.
- Вентеляція вуликів. — Львів, 1934.
- Вулики і пасічницьке приладдя. — Львів, 1934.
- Приятель пасічника. — Львів, 1938.
- Провідник молодого пасічника. — Львів, 1939.
- Як господарити в пасіці. — Львів, 1939 (свівавтор).
- Порадник пасічника. — Краків, 1941.
- Українське місцеве й особове назовництво в інтернаціональній ботанічній термінології. — Вінніпег, 1955.
- Рослини, перенесені з України до Канади («Євшан Зілля»). — 1967.
- Матеріали до бібліографії господарської літератури, виданої в Галичині, на Волині, Закарпатті й Буковині 1788—1944. — Вінніпег, 1968.
- Нарис історії сільськогосподарського шкільництва на західньо-українських землях 1900—1944. — Вінніпег, 1974.

## Ушанування пам'яті
12 листопада 2016 року на фасаді будинку по вул. Дудаєва, 20 у Львові встановлено інформаційну таблицю, яка сповіщає про те, що в цьому будинку в 1928—1939 роках Михайло Боровський працював головним редактором журналу «Український пасічник».

Інформаційна таблиця М. Боровському (вул. Дудаєва, 20)